# Benedict Chepeshi
Benedict Chepeshi (ur. 10 czerwca 1996 w Ndoli) – zambijski piłkarz grający na pozycji prawego obrońcy. Jest wychowankiem klubu Red Arrows FC.

## Kariera klubowa
Swoją karierę piłkarską Chepeshi rozpoczął w klubie Red Arrows FC. W sezonie 2015 zadebiutował w jego barwach w pierwszej lidze zambijskiej. W sezonie 2021/2022 wywalczył z nim mistrzostwo Zambii.

## Kariera reprezentacyjna
W reprezentacji Zambii Chepeshi zadebiutował 4 lipca 2015 w wygranym 2:1 meczu Mistrzostw Narodów Afryki 2016 z Namibią, rozegranym w Lusace. W 2024 roku powołano go do kadry na Puchar Narodów Afryki 2023.